# Ziarnojadek białobrzuchy
Ziarnojadek białobrzuchy (Sporophila leucoptera) – gatunek małego ptaka z rodziny tanagrowatych (Thraupidae). Występuje w środkowej i wschodniej części Ameryki Południowej. Nie jest zagrożony.

## Systematyka
Gatunek ten jako pierwszy opisał Louis Jean Pierre Vieillot w 1817 roku. Wyróżnia się 4 podgatunki: S. l. bicolor (d’Orbigny & Lafresnaye, 1837), S. l. cinereola (Temminck, 1820), S. l. leucoptera (Vieillot, 1817) i S. l. mexianae Hellmayr, 1912.

## Morfologia
Dosyć duży jak na inne gatunki ziarnojadków ptak o stosunkowo długim ogonie i krótkim, okrągłym i silnym dziobie oraz czarnych oczach. Samce mają szarą głowę, szary grzbiet, skrzydła i ogon oraz biały lub szarawobiały spód ciała z charakterystycznym białym podbródkiem. Podgatunek S. l. bicolor wyróżnia się czarną głową, grzbietem, skrzydłami i ogonem oraz białym spodem ciała. Samice są brązowe i oliwkowobrązowe na grzbiecie i ceglasto-brązowe w spodniej części ciała z jaśniejszym brzuchem, mają matowy szaro-czarny dziób. Młode osobniki przypominają w ubarwieniu samice. Długość ciała 12–12,5 cm; masa ciała 15–16 g.

## Zasięg występowania
Ziarnojadek białobrzuchy występuje na terenie środkowej i wschodniej Ameryki Południowej do wysokości 1100 m n.p.m. (inne źródła podają 800 m n.p.m.). Jest ptakiem przeważnie osiadłym. Poszczególne podgatunki występują:
- S. l. bicolor – ziarnojadek dwubarwny[7] – w skrajnie południowo-wschodnim Peru (Puno)[13] oraz północnej i wschodniej Boliwii (departamenty La Paz, Beni i Santa Cruz)
- S. l. cinereola – we wschodniej Brazylii (od środkowego Maranhão na wschód do Paraíba i na południe do Rio de Janeiro)
- S. l. leucoptera – ziarnojadek białobrzuchy[7] – w centralnej i południowej Brazylii (Goiás, Minas Gerais na południe do Mato Grosso), w Paragwaju i północnej Argentynie (prowincje Chaco, Santa Fe i Formosa)
- S. l. mexianae – w południowym Surinamie (Sipaliwini), północno-wschodniej Brazylii u ujścia Amazonki (stan Amapá i północno-wschodnia część stanu Pará)[9].

## Ekologia
Jego głównym habitatem są krzewiaste zarośla, obrzeża lasów wtórnych przylegające do obszarów trawiastych, zawsze w sąsiedztwie wody – nie tylko strumieni, rzek i jezior, ale także bagien. Ziarnojadki białobrzuche występują pojedynczo, czasami w parach, zazwyczaj nie w stadach. Żywią się głównie ziarnami traw i innych roślin, ale także owadami.
Sezon lęgowy we wschodniej Brazylii trwa od końca listopada i grudnia do połowy lutego, a populacji południowej od listopada do lutego. Gniazda w kształcie filiżanki buduje na krzewach i niskich drzewach na wysokości od 2,5 do 4,5 m, często w pobliżu wody. W zniesieniu zwykle 2 jaja. Są one białawe, w różnym stopniu pokryte czarnym i brązowym plamkowaniem w szerszym końcu. Inkubacja tylko przez samicę. Pisklęta są karmione przez oboje rodziców.

## Status
W Czerwonej księdze gatunków zagrożonych IUCN ziarnojadek białobrzuchy od 1988 roku klasyfikowany jest jako gatunek najmniejszej troski (LC, Least Concern). Liczebność populacji nie została oszacowana, ale ptak ten opisywany jest jako niezbyt liczny (uncommon). Ze względu na brak istotnych zagrożeń oraz dowodów na spadki liczebności organizacja BirdLife International uznaje trend liczebności populacji za stabilny.